# Якушев, Виктор Михайлович
Ви́ктор Миха́йлович Я́кушев (3 апреля 1930, д. Тушнево, Смоленская область — 11 сентября 2013, Москва) — советский и российский кинооператор. Заслуженный деятель искусств РСФСР (1976).

## Биография
Родился в деревне Тушнево Сафоновского района Смоленской области.
В 1955 году окончил операторский факультет ВГИКа (мастерская А. В. Гальперина). Получил распределение на киностудию «Мосфильм». С первой самостоятельной полнометражной постановки работал в паре с Геннадием Цекавым, творческое содружество продолжалось до смерти Цекавого в 1976 году.
Работал со многими режиссёрами советского кино — Александром Птушко, Алексеем Салтыковым, Роланом Быковым, Евгением Матвеевым, Александром Файнциммером, Самсоном Самсоновым, Георгием Натансоном. Активно сотрудничал с Валерием Усковым и Владимиром Краснопольским.
Исполнил роль профессора в фильме Евгения Цымбала «Повесть непогашенной луны» (1990).
Член Союза кинематографистов СССР.
Скончался 11 сентября 2013 года в Москве.

## Фильмография
- 1958 — Сампо (совместно с Г. Цекавым)
- 1961 — Алые паруса (совместно с Г. Цекавым)
- 1962 — Бей, барабан! (совместно с Г. Цекавым)
- 1963 — Пропало лето (совместно с Г. Цекавым)
- 1965 — Скелет Аполлона (киноальманах «Бывает и так») (совместно с Г. Цекавым)
- 1965 — Булочка с маком (Фитиль № 35) (совместно с М. Мееровичем)
- 1966 — Айболит-66 (совместно с Г. Цекавым)
- 1967 — Бабье царство (совместно с Г. Цекавым)
- 1969 — Директор (совместно с Г. Цекавым)
- 1970 — И был вечер, и было утро… (совместно с Г. Цекавым)
- 1972 — Сибирячка (совместно с Г. Цекавым)
- 1973 — Озорные частушки (короткометражный) (совместно с Г. Цекавым)
- 1974 — Любовь земная (совместно с Г. Цекавым)
- 1977 — Судьба (совместно с Г. Цекавым)
- 1978 — Поздняя ягода
- 1979 — Прощальная гастроль «Артиста»
- 1982 — Полынь — трава горькая
- 1983 — Одиноким предоставляется общежитие
- 1984 — Наследство
- 1985 — Валентин и Валентина
- 1987 — Наездники (киноальманах) (совместно с Л. Рогозиным)
- 1991 — Ночные забавы (совместно с В. Минаевым)
- 1993 — Супермен поневоле, или Эротический мутант (совместно с Н. Пучковым, А. Рудь)
- 1994 — Воровка
- 1996 — Ермак (совместно с А. Рябовым)
- 2001 — Нина. Расплата за любовь (совместно с Т. Зельмой)
- 2001 — Знак Иуды (Фильм 1) (совместно с Т. Зельмой)
- 2001 — Октябрёнок с самолетиком (Фильм 2) (совместно с Т. Зельмой)
- 2001 — Оливковое дерево (Фильм 3) (совместно с Т. Зельмой)
- 2001 — Сыщики-1 (совместно с Т. Зельмой, О. Ливинской)
- 2002 — Две судьбы (совместно с Т. Зельмой)
- 2002 — Провинциалы (совместно с Т. Зельмой)
- 2003 — Подари мне жизнь (совместно с Т. Зельмой)
- 2003 — Сыщик без лицензии (совместно с Т. Зельмой)
- 2004 — Под небом Вероны
- 2006—2007 — Тайные связи (не завершён)

## Награды
- 1976 — заслуженный деятель искусств РСФСР[1];
- 1978 — Золотая медаль им. А. П. Довженко — за фильм «Судьба»[1];
- 1979 — Государственная премия СССР — за фильм «Судьба»[2].